# Белл, Террел
Террел Говард Белл (англ. Terrel Bell; (11 ноября 1921, Лава-Хот-Спрингс, Айдахо, США — 22 июня 1996, Солт-Лейк-Сити, Юта, США) — американский педагог и политический деятель. Был Комиссаром Соединенных Штатов по образованию в 1974 и 1976 годах. Второй Министр образования США. Занимал пост в администрации президента Рональда Рейгана с января 1981 года по январь 1985 года.

## Биография
Террел Говард Белл родился 11 ноября 1921 года в Лава Хот-Спрингс, штат Айдахо. Его отец Уиллард Белл был шахтёром и фермером, а мать Альта Мартин Белл — домохозяйкой воспитывающей девятерых детей. Семья исповедовала мормонизм. Отец семейства умер в 1930 году. Террел окончил местную образовательную школу в 1940 году. В декабре 1941 года был призван в ряды вооруженных сил США и зачислена в Корпус морской пехоты. Его служба проходила на Тихом океане и за заслуги он получил звание «сержант первого класса». В 1946 году он окончил Southern Idaho college of education и получил диплом бакалавра в области науки и физического воспитания. После окончания обучения начал работать преподавателем в средней школе Eden Rural High School в Айдахо, а через год был назначен суперинтендантом школьного округа Rockland Valley. На этой должности проработал два года. В 1947 году получил степень магистра в области управления образованием. В период с 1954—1955 года обучался по гранту «Фонда Форда» в аспирантуре Стэнфордского университета.
В начале 1980-х годов Белл вместе с губернатором Южной Каролины Ричардом Уильямом Райли направили свою деятельность на реформу образования и выдвижение этой идеи, как главного приоритета государственной политики. В апреле 1983 года комиссия, что была создана Беллом опубликовала доклад «Нация под угрозой» (англ. "A Nation at Risk") в которой призвала к коренному преобразованию школьной реформы образования, что бы положить конец тому, что сами обозначили термином «растущая волна посредственности» (англ. "rising tide of mediocrity").
На посту Комиссара Соединенных Штатов по образованию Белл запомнился своей непримиримой позицией относительно цензуры по отношению к произведениям некоторых писателей. Он выступал за исключение из списка обязательных произведений для изучения в средних школах США следующих произведений: «Над пропастью во ржи» Дж. Д. Сэлинджер; «Повелитель мух» Уильям Голдинг, «Бойня номер пять, или Крестовый поход детей» Курт Воннегут, «Отсюда — и в вечность» Джеймс Джонс, «Кентерберийские рассказы» Джефри Чосер, «Котёнок» и «Чёрный мальчик» Ричард Райт, а также романы Фолкнера, Джеймса Джойса, Элдриджа Кливера и Хемингуэйя. Был сторонником предоставления налоговых льгот частным школам. В отличие от Альберта Шанкера (глава Американской федерации учителей), который выступал категорически против этого, Белл настаивал на том, что частные школы могут оказать положительное влияние на государственные школы. Оказание помощи со стороны государства для частных школ, по его мнению, должно было позитивным образом повлиять на американскую систему образования в целом. За время работы на посту Комиссара США по образованию Белл подвергался критике, которая была направлена на его мормонское вероисповедание. В то же время суперинтендант округа Солт-Лейк-Сити д-р М. Дональд Томас (бывший коллега Белла) выступал с защитой Террела Говорда, указывая на то, что верования последнего никогда не мешали ему при осуществлении профессиональной деятельности.
После завершения работы в правительстве Белл продолжал активно содействовать образованию. Им была создана образовательная консалтинговая фирма «TH Bell and Associates». В 1991 году вышла книга под его авторством — «Как улучшить наши государственные школы» (англ. "How to Shape Up Our Nation's Schools").
Террел Говард Белл умер в своем доме в Солт-Лейк-Сити от легочного фиброза в возрасте 74 лет.

## Работы
- Mothers, Leadership and Success (1990);
- Excellence (1990);
- How to Shape Up Our Nation’s Schools (1991)[8]